# Tanfoglio
Tanfoglio — італійська компанія з виробництва зброї, відома, передусім, виробництвом широкого спектру спортивних пістолетів та пістолетів для самозахисту. Пістолети Танфогліо популярні у Європі та імпортуються в США Італійською зброярською групою (IFG — Italian Firearms Group).

## Історія
Сімейство Танфогліо перебуває в справі з вогнепальної зброї з перших років 1900 року, коли Бортоло Танфогліо, виготовляв та монтував на своїй фабриці в Маньо (невелике село Гардоне-Вал-Тромпія в графстві Брешія) ударно-спускові механізми та затворні рами.
Після Другої світової війни син Бортоло Танфогліо, Джузеппе все ще виробляв окремі деталі до рушниць, але в 1948 році він створив компанію SATA, яка приєдналась до сім'ї Саббаті. Нова компанія почала виробництво рушниць та дрібнокаліберних рушниць для всіх виробників, розташованих у долині Тромпія.
У 1953 році компанія SATA почала виробляти свої перші напівавтоматичні пістолети калібру 6,35 мм та калібру .22. Наприкінці 1960 року компанія SATA була закрита.

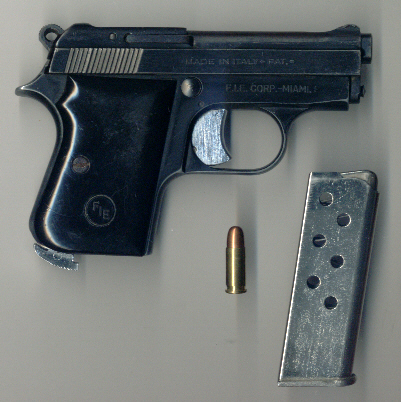
Пістолет Танфогліо GT27, FIE Titan 25.

На той час, ще у 1948 році, Танфогліо Джузеппе встиг створити окрему компанію під назвою «Зброярська фабрика Джузеппе Танфогліо» — «Fabbrica d'armi Tanfoglio Giuseppe». Спершу компанія виробляла копії зброї інших виробників, але поступово почала виробляти власні напівавтоматичні пістолети та револьвери. Наприклад, модель Tanfoglio GT27 — яскравий зразок власного виробництва компанії.
В 60-х роках компанія виробляла GT27 та інші напівавтоматичні пістолети. Компанія Танфогліо продовжувала виробляти ці моделі до початку 1992 року, коли вона була закрита внаслідок змін на ринку США.
У 1969 році сім'я Танфогліо утворила нову компанію Fratelli Tanfoglio (брати Танфогліо). Впродовж 70-х років Фрателлі Танфогліо випускали напівавтоматичні пістолети калібру .380ACP, але тільки на початку 80-х років почався випуск нової моделі — TA90, що стала фактичною основою виробництва.
Фрателлі Танфогліо припинили випускати револьвери одиночної дії та моделі Derringer в 1990 році, і зосередились на напівавтоматичних пістолетах подвійної дії у всіх типах калібрів, починаючи від .22lr до .45ACP з різною конфігурацією (стандартна та компактна).
У 1986 році Фретеллі Танфогліо розробили пістолет для змагань Міжнародної конфедерації практичної стрільби (IPSC — МКПС). Це була копія CZ 75 — спеціально виготовлена для МКПС. Після цієї першої моделі було зроблено декілька новиї моделей для всіх категорій IPSC та IDPA(в тому числі і для силуетної стрільби), а до сьогоднішнього дня пістолети, зроблені Фретелі Танфогліо, виграли чемпіонат світу IPSC (тричі), чемпіонат Європи (двічі).

## Субпідрядник ІзраїльськоїIMI

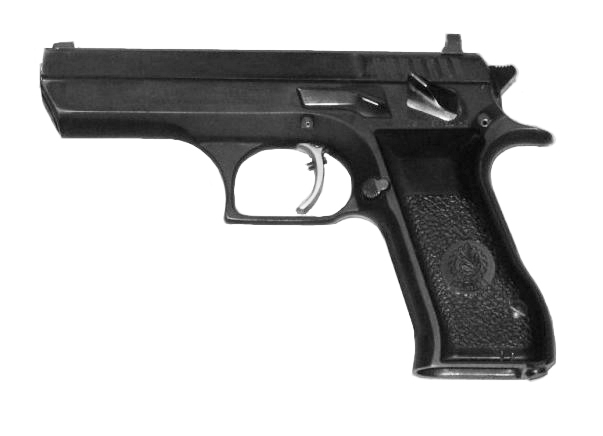
Пістолет Jericho 941F («Єрихон»)

Оригінальні напівавтоматичні пістолети Israel Military Industries (IMI) Jericho 941 (копія CZ 75) були виготовлені з використанням деталей, поставлених італійською збройовою компанією Tanfoglio. Використання добре перевіреної конструкції дозволило IMI уникнути проблем, які виникають у більшості нових пістолетів, а субпідрядна робота з Tanfoglio дозволила IMI швидко та економічно запустити у виробництво пістолет, який мав би достатньо ізраїльського вмісту, щоб задовольнити вимоги державного контракту.

## Європейський імпортер дляCaracal International L.L.C.
З 2009 року Tanfoglio є європейським імпортером лінійки пістолетів Caracal. Ці напівавтоматичні пістолети з полімерною рамою виробляються Caracal International L.L.C. в Об'єднаних Арабських Еміратах і були представлені на італійському ринку цивільних/спортивних стрільб під час виставки EXA 2009 (Брешія, 18–21 квітня 2009 р.).

## Галерея

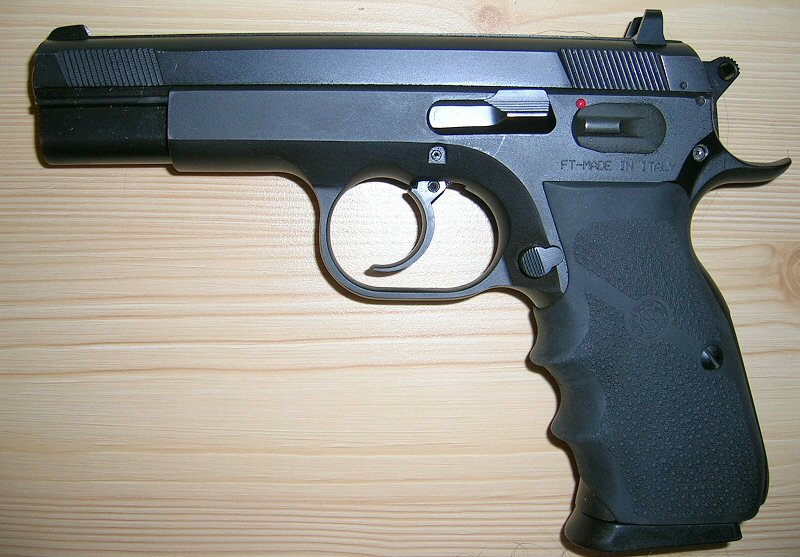
Пістолет Tanfoglio T95 Combat .9 mm (EAA Witness Steel in USA)
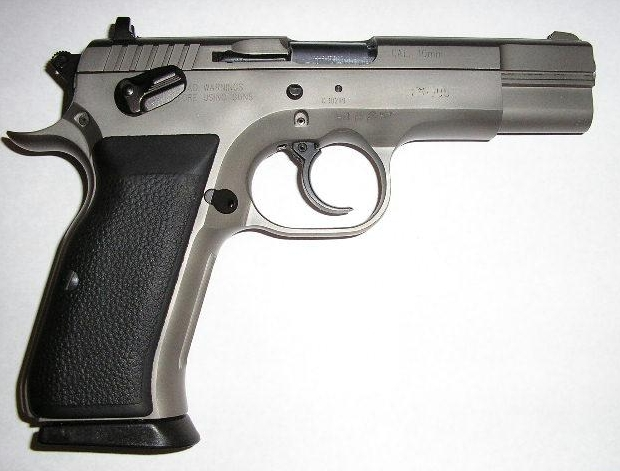
Пістолет Tanfoglio T 95 Combat/EAA Witness .10mm
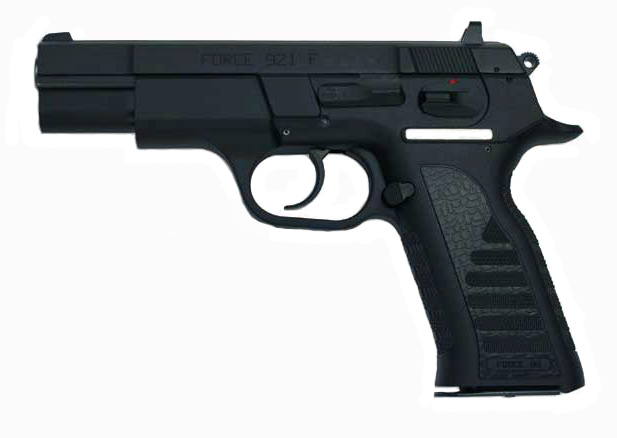
Пістолет Tanfoglio Force 99 / EAA Witness Polymer P.
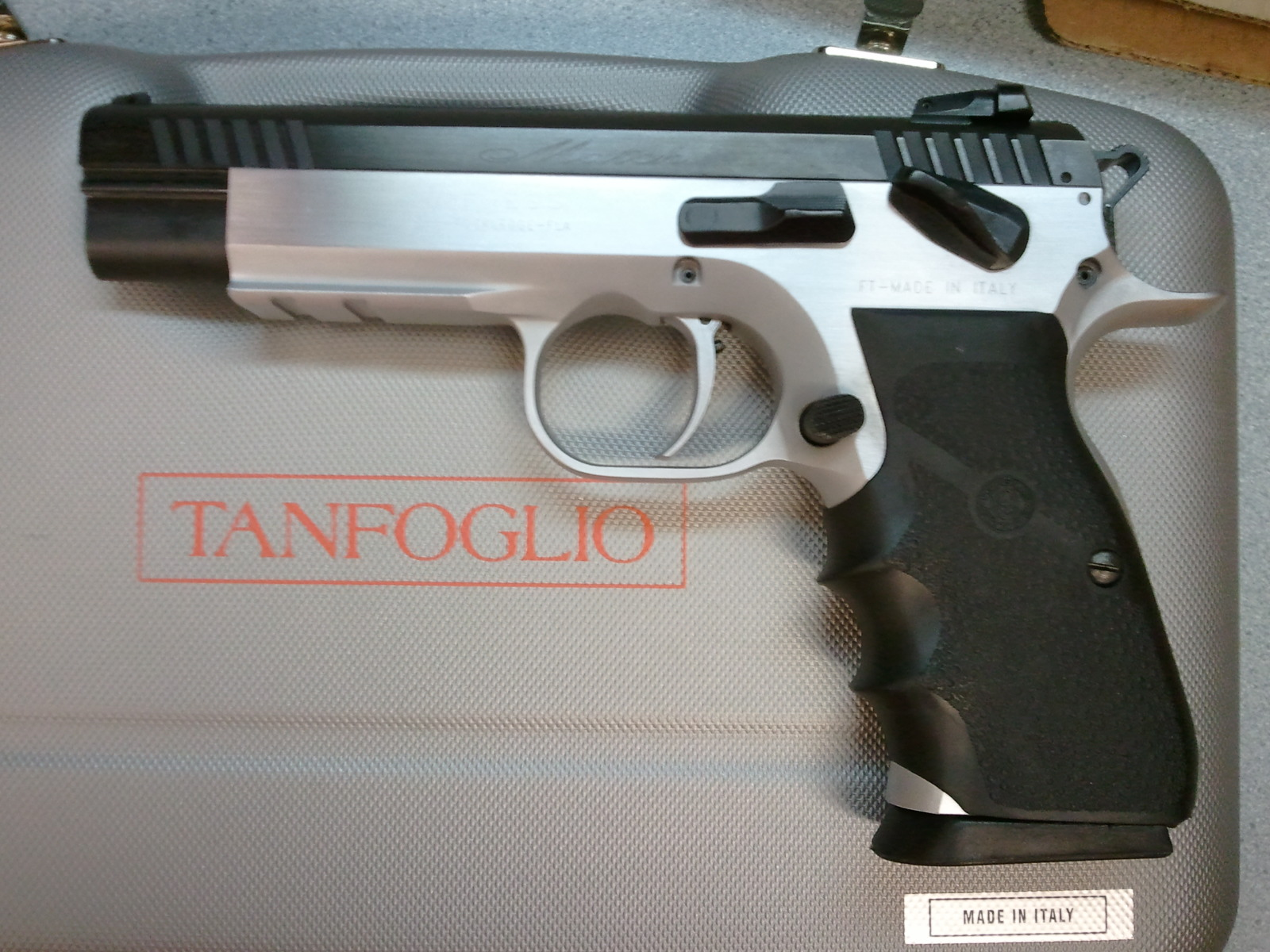
Пістолет Tanfoglio Match .10mm
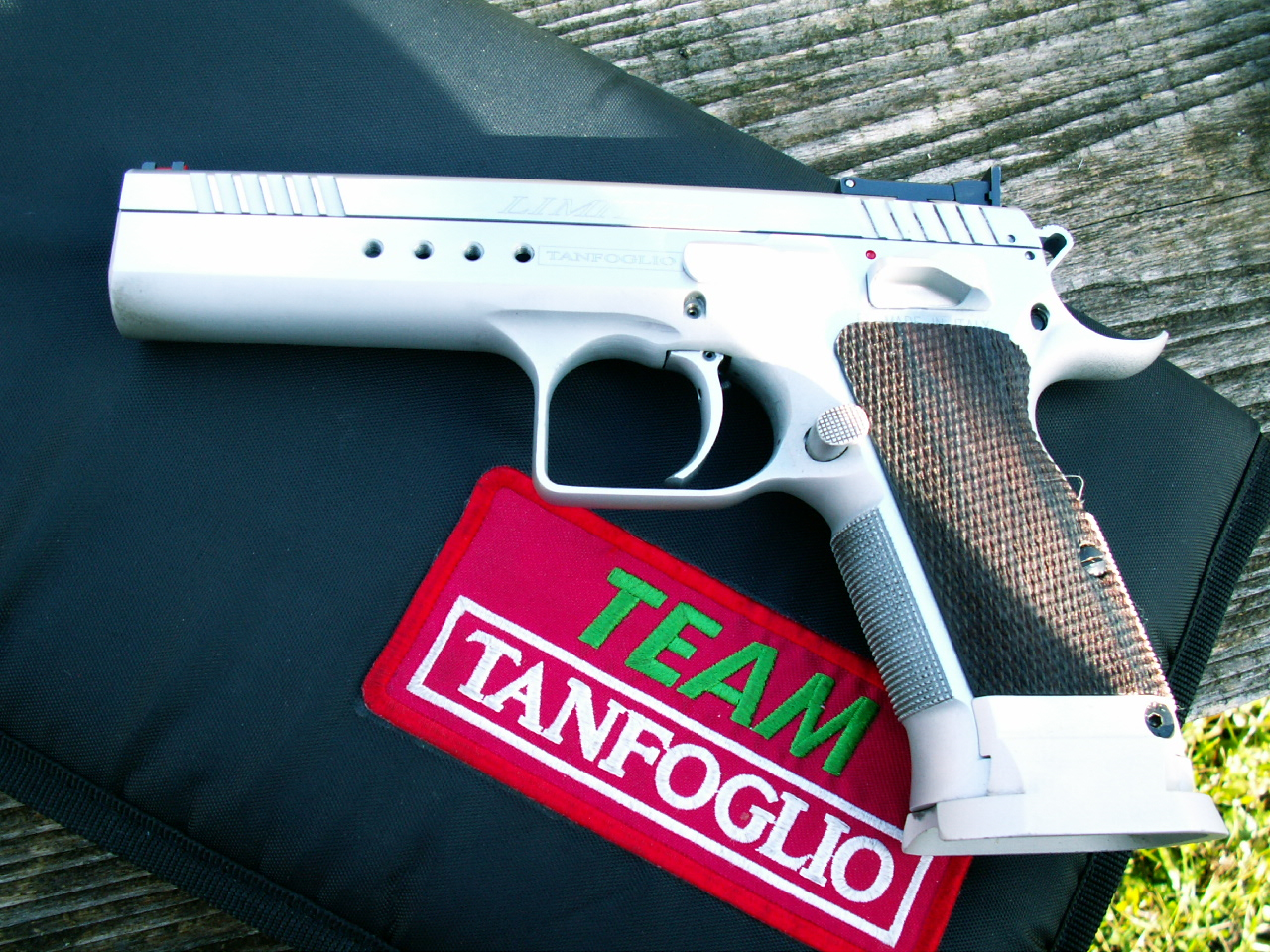
Пістолет Tanfoglio Limited
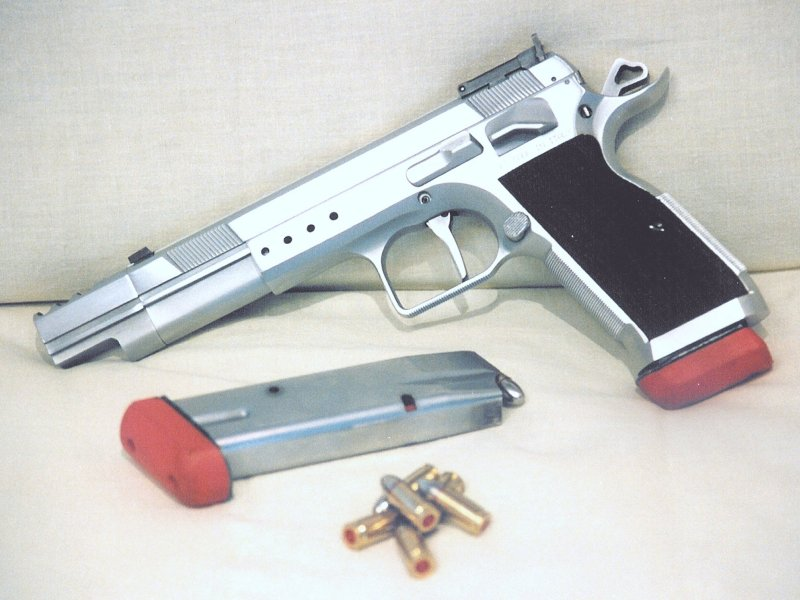
Пістолет Tanfoglio Gold Team

## Продукція

### Спортивні пістолети
- STOCK
- GOLD CUSTOM
- ERIC 2010
- GOLD CUSTOM ERIC 2007
- LIMITED CUSTOM LIMITED
- LIMITED PRO
- STOCK / BUZZ
- STOCK II
- STOCK III
- STOCK III SPECIAL
- WITNESS 1911 CUSTOM
- MATCH GOLD MATCH
- P21 L
- FORCE L
- COMBAT SPORT
- FORCE SPORT
- FORCE 22 L